# Lista de canções número um na Brasil Hot 100 Airplay em 2014

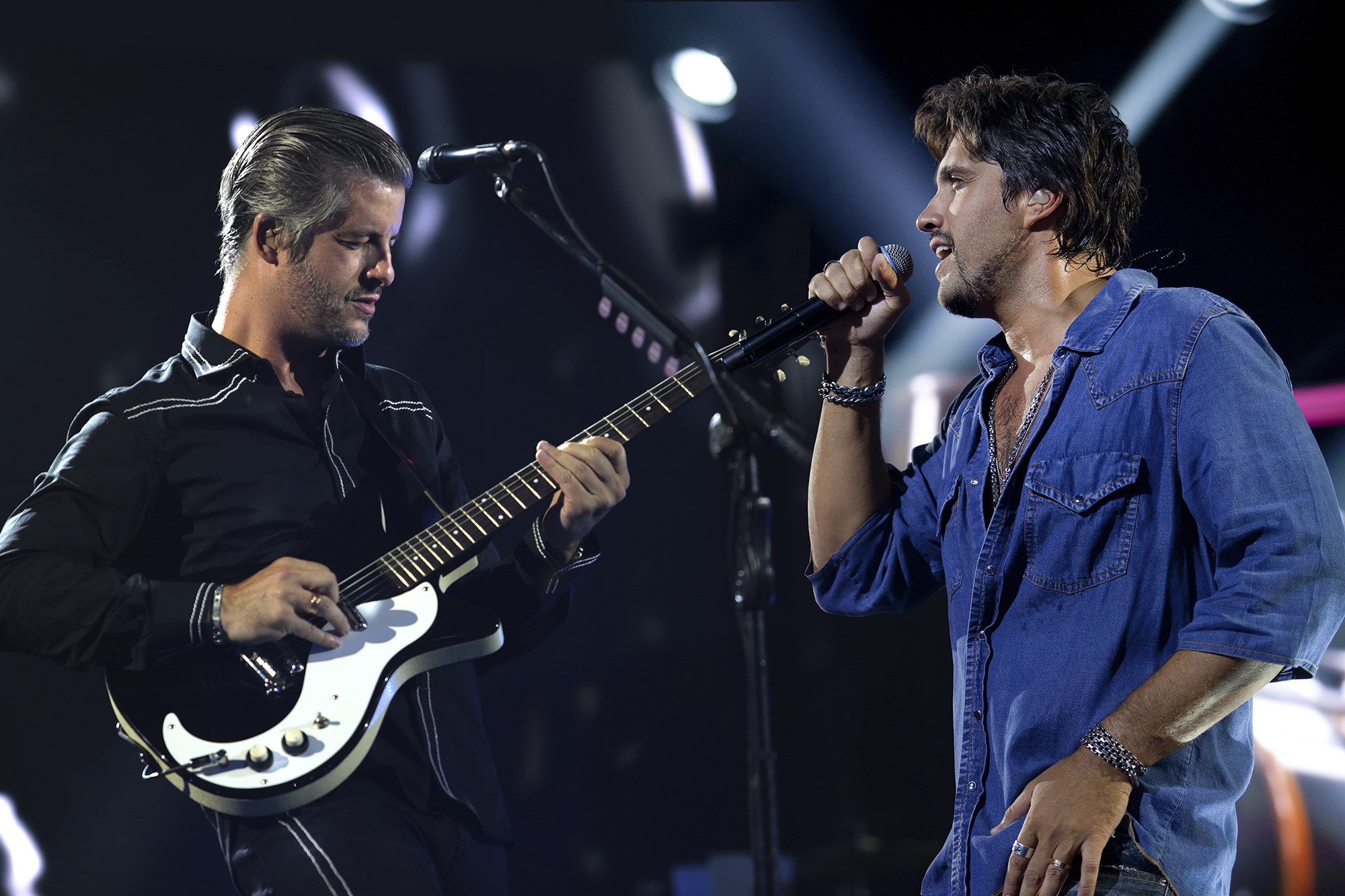
Victor & Leo foram os artistas que ficaram mais tempo no topo da Billboard Brasil no ano de 2014, com "O Tempo Não Apaga" (de 15/03 à 22/04 e 17/05) e "Tudo Com Você" (de 02/08 à 08/11)

Esta é uma lista de canções que atingiram o número um da tabela musical Brasil Hot 100 Airplay em 2014. A lista é publicada semanalmente pela revista Billboard Brasil, que divulga as cem faixas mais executadas nas estações de rádios do país a partir de dados recolhidos pela empresa Crowley Broadcast Analysis. As músicas, de repertório nacional e internacional e de variados gêneros, são avaliadas através da grade da companhia supracitada, que compreende as cidades de São Paulo, Rio de Janeiro, Campinas, Ribeirão Preto, Brasília, Belo Horizonte, Curitiba, Porto Alegre, Recife, Salvador, Florianópolis, Fortaleza, Goiânia, Campo Grande, Cuiabá e as mesorregiões do Triângulo Mineiro, Vale do Paraíba e Litoral Paulista.
A partir de fevereiro de 2014, a Billboard Brasil começou publicar em seu site o Hot 100 semanal, como ocorre na edição americana.

## Histórico
| Data            | Canção                         | Artista            | Ref.  | Informações                  |
| --------------- | ------------------------------ | ------------------ | ----- | ---------------------------- |
| 1 de fevereiro  | "Zen"                          | Anitta             | [ 1 ] |                              |
| 8 de fevereiro  | "Zen"                          | Anitta             | [ 1 ] |                              |
| 15 de fevereiro | "Zen"                          | Anitta             | [ 1 ] |                              |
| 22 de fevereiro | "Zen"                          | Anitta             | [ 1 ] |                              |
| 1 de março      | "Zen"                          | Anitta             | [ 1 ] |                              |
| 8 de março      | "Zen"                          | Anitta             | [ 1 ] |                              |
| 15 de março     | "O Tempo Não Apaga"            | Victor & Leo       | [ 2 ] |                              |
| 22 de março     | "O Tempo Não Apaga"            | Victor & Leo       | [ 2 ] |                              |
| 29 de março     | "O Tempo Não Apaga"            | Victor & Leo       | [ 2 ] |                              |
| 5 de abril      | "O Tempo Não Apaga"            | Victor & Leo       | [ 2 ] |                              |
| 12 de abril     | "O Tempo Não Apaga"            | Victor & Leo       | [ 2 ] |                              |
| 23 de abril     | "O Tempo Não Apaga"            | Victor & Leo       | [ 2 ] |                              |
| 27 de abril     | "Cê Topa"                      | Luan Santana       | [ 3 ] |                              |
| 4 de maio       | "Cê Topa"                      | Luan Santana       | [ 3 ] |                              |
| 12 de maio      | "Cê Topa"                      | Luan Santana       | [ 3 ] |                              |
| 17 de maio      | "O Tempo Não Apaga"            | Victor & Leo       |       |                              |
| 24 de maio      | "Cê Topa"                      | Luan Santana       |       |                              |
| 3 de junho      | "Cê Topa"                      | Luan Santana       |       |                              |
| 16 de junho     | "Cê Topa"                      | Luan Santana       |       |                              |
| 21 de junho     | "Vou Te Amarrar na Minha Cama" | Bruno & Marrone    | [ 4 ] |                              |
| 28 de junho     | "Cê Topa"                      | Luan Santana       | [ 5 ] |                              |
| 5 de julho      | "Cê Topa"                      | Luan Santana       | [ 5 ] |                              |
| 12 de julho     | "Cê Topa"                      | Luan Santana       | [ 5 ] |                              |
| 19 de julho     | "Cê Topa"                      | Luan Santana       | [ 5 ] |                              |
| 26 de julho     | "Vou Te Amarrar na Minha Cama" | Bruno & Marrone    |       |                              |
| 2 de agosto     | "Tudo com Você"                | Victor & Leo       | [ 6 ] | Single mais escutado de 2014 |
| 9 de agosto     | "Tudo com Você"                | Victor & Leo       | [ 6 ] | Single mais escutado de 2014 |
| 16 de agosto    | "Tudo com Você"                | Victor & Leo       | [ 6 ] | Single mais escutado de 2014 |
| 26 de agosto    | "Tudo com Você"                | Victor & Leo       | [ 6 ] | Single mais escutado de 2014 |
| 31 de agosto    | "Tudo com Você"                | Victor & Leo       | [ 6 ] | Single mais escutado de 2014 |
| 3 de setembro   | "Tudo com Você"                | Victor & Leo       | [ 6 ] | Single mais escutado de 2014 |
| 13 de setembro  | "Tudo com Você"                | Victor & Leo       | [ 6 ] | Single mais escutado de 2014 |
| 20 de setembro  | "Tudo com Você"                | Victor & Leo       | [ 6 ] | Single mais escutado de 2014 |
| 27 de setembro  | "Tudo com Você"                | Victor & Leo       | [ 6 ] | Single mais escutado de 2014 |
| 4 de outubro    | "Tudo com Você"                | Victor & Leo       | [ 6 ] | Single mais escutado de 2014 |
| 11 de outubro   | "Tudo com Você"                | Victor & Leo       | [ 6 ] | Single mais escutado de 2014 |
| 18 de outubro   | "Tudo com Você"                | Victor & Leo       | [ 6 ] | Single mais escutado de 2014 |
| 25 de outubro   | "Tudo com Você"                | Victor & Leo       | [ 6 ] | Single mais escutado de 2014 |
| 1 de novembro   | "Tudo com Você"                | Victor & Leo       | [ 6 ] | Single mais escutado de 2014 |
| 8 de novembro   | "Tudo com Você"                | Victor & Leo       | [ 6 ] | Single mais escutado de 2014 |
| 15 de novembro  | "Tudo com Você"                | Victor & Leo       | [ 6 ] | Single mais escutado de 2014 |
| 22 de novembro  | "Cuida Bem Dela"               | Henrique & Juliano | [ 7 ] |                              |
| 29 de novembro  | "Cuida Bem Dela"               | Henrique & Juliano | [ 7 ] |                              |
| 6 de dezembro   | "Cuida Bem Dela"               | Henrique & Juliano | [ 7 ] |                              |
| 13 de dezembro  | "Cuida Bem Dela"               | Henrique & Juliano | [ 7 ] |                              |
| 20 de dezembro  | "Cuida Bem Dela"               | Henrique & Juliano | [ 7 ] |                              |
| 27 de dezembro  | "Cuida Bem Dela"               | Henrique & Juliano | [ 7 ] |                              |